# Partito Socialista Rivoluzionario (Paesi Bassi)
 Il Partito Socialista Rivoluzionario (olandese: Revolutionair Socialistische Partij o RSP) è stato un partito politico socialista olandese, tendenzialmente classificato come trotskysta e sindacalista. Nel 1935 si unì col Partito Socialista Indipendente (OSP) formando il Partito Socialista Rivoluzionario dei Lavoratori (olandese: Revolutionair Socialistische Arbeiderspartij, RSAP), ma gran parte degli ex-membri dell'OSP lasciarono il nuovo partito lo stesso anno. Henk Sneevliet fu l'indiscusso leader dell'RSP e dell'RSAP durante la loro esistenza, e peraltro unico deputato nella Tweede Kamer.

## Storia del partito

### Predecessori
Il più antico predecessore del Partito Socialista Rivoluzionario fu l'Unione Socialista Rivoluzionaria (olandese: Revolutionair Socialistisch Verbond o RSV), un gruppo di dissidenti dal Partito Comunista dei Paesi Bassi (CPH), guidato da Henk Sneevliet. Un altro predecessore è il Partito Socialista (olandese: Socialistische Partij o SP), un partito sindacalista, che fu fortemente collegato alla Segreteria Operaia Nazionale dei Sindacati Anarco-Sindacalisti (NAS).

### Fondazione
Nel 1929 ex-membri dell'Unione Socialista Rivoluzionaria e del Partito Socialista fondano il Partito Socialista Rivoluzionario. Entrambi i partiti si oppongo alla social-democrazia riformista dello SDAP e del CPH. Importante nel processo della fondazione fu Henk Sneevliet, illustre ex membro del CPH e collaboratore di Trotsky. Il Servizio Centrale di Intelligence, i servizi segreti olandesi del tempo, attribuirono la fondazione dell'RSP al bisogno di Sneevliets di gloria e potere, ragion per la quale venne bloccato dal CPH, che diffidava dello Sneevliet "trotskysta".

### 1929-1935: RSP
L'RSP si presentò alle elezioni del 1929 ma non fu in grado di ottenere un seggio a causa di una forte opposizione da parte del CPH e del CPH-CC, un gruppo di opposizione che uscì dal CPH. Giusto prima delle elezioni del 1933, Sneevliet fu arrestato per aver supportato l'ammutinamento sulla De Zeven Provinciën. L'RSP vide l'ammutinamento come parte della liberazione delle Indie Olandesi e organizzò una larga campagna avente come slogan: "Dalla Cella al Parlamento", "Rendere Sneevliet il prosecutore pubblico nella Tweede Kamer" e "Io accuso" (chiaro riferimento al "J'accuse" di Émile Zola). La campagna funzionò e il partito ottenne un seggio, che venne preso da Sneevliet, che fu consequenzialmente rilasciato dal carcere. La sua posizione in parlamento ebbe un ruolo principalmente propagandistico.

### 1935-1940: RSAP
Nel 1935 l'RSP e il Partito Indipendente Socialista (OSP) si unirono per formare il Partito Socialista Rivoluzionario dei Lavoratori (RSAP). L'OSP vide l'unione come un'opportunità per guadagnare seggi alle prossime elezioni, mentre secondo l'RSP sarebbe stato conveniente per rafforzare la propria base. Nonostante l'OSP avesse più membri, l'RSP, che aveva un deputato, era di gran lunga più forte. Sneevliet rimase l'unico deputato, mentre Piet Schmidt, leader dell'OSP, divenne il presidente del partito. Sneevliet inoltre divenne segretario del partito. Tensioni interne tra ex membri dell'RSP e dell'OSP causarono il successivo tracollo dell'RSAP. Nel 1935 un gruppo di ex-membri dell'OSP lasciarono il partito per poi fondare la Lega Rivoluzionaria Socialista. La causa diretta della scissione fu la scelta riguardo a con quale gruppo di rifugiati tedeschi di sinistra il partito si sarebbe dovuto alleare. Nel 1936 Schmidt venne espulso, dopo che criticò pubblicamente i Processi di Mosca, definendoli processi farsa. Successivamente, Sneevliet prese la posizione occupata da Schmidt. L'appoggio di Schimdt per la democrazia e la sua paura di una dittatura totalitaria furono la causa diretta della scissione. Nelle elezioni del 1937 il partito non riuscì a ottenere neanche un seggio. Dopo queste elezioni il partito ricevette maggior opposizione dal governo olandese: venne impedito agli impiegati statali di far parte del NAS o dell'RSAP e i membri di spicco del partito vennero perseguiti con l'accusa di insultare "persone amiche dello stato", come Hitler. Il CPN, che riguadagnò forza dopo varie epurazioni, si impegnò fortemente nel fare campagne contro la "sezione contro-rivoluzionaria trotskysta". Varie squadre del CPN attaccarono diversi esponenti di spiccho dell'RSAP. Successivamente, Trotsky e Sneevliet entrarono in un conflitto ideologico e perciò l'RSAP venne tagliato dai suoi contatti internazionali.